# IC 4951
IC 4951 ist eine Balken-Spiralgalaxie vom Hubble-Typ SBd im Sternbild Pfau am Südsternhimmel. Sie ist schätzungsweise 32 Millionen Lichtjahre von der Milchstraße entfernt und hat einen Durchmesser von etwa 25.000 Lichtjahren. 

Im selben Himmelsareal befinden sich u. a. die Galaxien NGC 6860, IC 4936, IC 4953.
Das Objekt wurde am 15. August 1901 von DeLisle Stewart entdeckt.